# فران هریس
فران هریس (انگلیسی: Fran Harris؛ زادهٔ ۱۲ مارس ۱۹۶۵) بازیکن بسکتبال اهل ایالات متحده آمریکا است.
وی در مسابقات کشوری و بین‌المللی در مجموع برندهٔ ۳ مدال طلا شده‌است.